# بویاقچی لو
| روستای بویاقچی لو ( بویاغچیلو ) در استان اردبیل ، شهرستان نمین ، دهستان گرده با قدمت بیش از ۱۷۰ سال ( ۱۴۰۰ - ۱۲۳۰ شمسی ) و در ۲۵ کیلومتری غرب شهرستان نمین واقع شده است. بنیانگذاران روستای بویاغچیلو از مهاجرین تبریز و شغلشان رنگرزی بوده و پس از مهاجرت اولیه در محله یعقوبیه اردبیل مستقر و به شغل رنگرزی مشغول میگردند سپس به یکی از روستاهای پیله رود ( آقایارلو ) کوچ نموده و در آنجا به کسب خود ادامه میدهند بعد از گذشت چندین سال و در زمان حکومت میر کاظم خان تالشی ( صارم السلطنه ) در شهرستان نمین ، به موقعیت کنونی روستا نقل مکان می نمایند و بدلیل سکونت در روستای آقایارلو و آشنائی و تکلم به لهجه تالشی ، به قوم تالشها معروف و بدلیل نوع شغلشان که رنگرزی بوده روستایشان نیز بعدها بویاغچیلو نام گرفته است . سر سلسله قوم تالشها ، کربلائی حسین نام داشته و دارای چهار فرزند به نامهای الله وردی ( آللاهی ) و عظیم و لازم و اجاق وردی بوده است. در سالهای بعد افرادی دیگر به جمع آنها پیوسته و در آن روستا ساکن شده و طوایف گل قاسمی ، عبدالهی ، عین الهی را تشکیل داده اند. جمعیت : بر اساس نتایج سرشماری نفوس و مسکن معاونت آمار و اطلاعات اردبیل در سال ۱۳۹۰ تعداد خانوار ساكن در این روستا بالغ بر ۲۸ خانواده و جمعیت آن ۹۰ نفر بوده اما در سرشماری سال ۱۳۹۵ جمعیت آن به ۴۹ نفر تقلیل یافته است. موقعیت جغرافیایی روستا : https://goo.gl/maps/4H9kXTbbFomPN4pQAشجره نامه : |                                                                        |
| آیکون خرد | این یک مقالهٔ خرد ایران است. می‌توانید با گسترش آن به ویکی‌پدیا کمک کنید. |

بویاقچی لو یک روستا در ایران است که در دهستان گرده واقع شده‌است. بویاقچی لو ۷۶ نفر جمعیت دارد.